# Hedgefonds-Zertifikat
Das Hedgefonds-Zertifikat ist entweder eine Inhaberschuldverschreibung oder ein Indexzertifikat, deren Börsenkurs von der Entwicklung eines Hedgefonds-Index abhängig ist.

## Allgemeines
Ein Hedgefonds-Zertifikat ist also wertpapierrechtlich kein Investmentzertifikat wie bei klassischen Investmentfonds, wie sein Name suggerieren könnte. Da es deshalb keinen Anteilschein an einem Hedgefonds-Portfolio oder Dachhedgefonds-Portfolio repräsentiert, müssen auch nicht die steuerlichen Vorgaben des Investmentsteuergesetzes beachtet werden.

## Wirtschaftliche Aspekte
Die Wertentwicklung des Hedgefonds-Indexes wird mit Hilfe eines Total Return Swap an die Performance eines bestimmten Hedgefonds-Portfolios geknüpft, so dass wirtschaftlich die Wertentwicklung der Schuldverschreibung von der des Hedgefonds abhängig ist. Auf der Grundlage des Nettoinventarwerts (englisch Net Asset Value, NAV) des Hedgefonds wird ein Index ermittelt, auf den ein Hedgefonds-Zertifikat emittiert wird.
Da Anleger beim Hedgefonds-Zertifikat Inhaber einer Schuldverschreibung sind, besitzen sie keinen Miteigentumsanteil wie bei Investmentzertifikaten, sondern sind Gläubiger und als solcher dem Insolvenzrisiko (Emittentenrisiko) des Emittenten (muss nicht der Hedgefonds sein) ausgesetzt. Im Falle der Insolvenz stehen den Anlegern keine Absonderungsrechte wie bei klassischen Investmentfonds zu, denn das Fondsvermögen der Hedgefonds ist ungebunden.
Der Vorteil eines Hedgefonds-Zertifikats liegt zum einen in der geringeren Mindestbeteiligung und zu anderen in der leichteren Handelbarkeit. Zertifikate gibt es bereits ab 100 €, während die Hedgefonds meist eine Mindestanlage von 50.000 € oder 100.000 € verlangen. Die Zertifikate werden zum Teil auch an der Börse gehandelt oder können täglich an den Emittenten zurückgegeben werden. Die Rückgabe von Fonds kann dagegen sehr unterschiedlich geregelt sein. Die meisten Fonds können monatlich an die Kapitalanlagegesellschaft, die den Fonds verwaltet, zurückgegeben werden.
Vor Einführung der Abgeltungsteuer waren Zertifikate auch steuerlich attraktiver als Fonds, da sie nach Ablauf der Spekulationsfrist steuerfrei veräußert werden konnten.